# Hatis
Hatis là một đô thị thuộc tỉnh Kotayk, Armenia. Dân số ước tính năm 2011 là 356 người.